# Folkeafstemningen om kommunesammenlægning mellem Holstebro Kommune og Struer Kommune
En folkeafstemning om kommunesammenlægning mellem Holstebro Kommune og Struer Kommune blev afviklet den 3. december 2015, samme dag som folkeafstemningen om retsforbeholdet. Resultatet blev, at kommunerne ikke lægges sammen. I Struer Kommune stemte 67,9% nej og i Holstebro Kommune stemte 54,8% nej.
Struer Kommunes borgmester, Mads Jakobsen (V), henvendte sig i foråret 2015 til Holstebro Kommune med henblik på at påbegynde forhandlinger om en kommunesammenlægning.
Den 6. oktober 2015 besluttede et flertal i Struer Byråd at afholde en folkeafstemning, og at en evt. kommunesammenlægning med Holstebro skulle ske pr. 1. januar 2018, såfremt Holstebro og borgerne er enige i denne beslutning.
Holstebro Byråd vedtog et flertal på et møde i oktober at afholde en folkeafstemning i Holstebro Kommune.

## Meningsmålinger

### Struer Kommune
| Dato(er)          | Analyseinstitut                                                                               | Størrelse | Ja  | Nej | Uafklaret | Favør |
| ----------------- | --------------------------------------------------------------------------------------------- | --------- | --- | --- | --------- | ----- |
| 29.-30. nov. 2015 | Jysk Analyse for DR/Dagbladet Holstebro-Struer Arkiveret 5. december 2015 hos Wayback Machine | 1.367     | 21% | 52% | 27%       | 31%   |
| 3.-9. nov. 2015   | Jysk Analyse for DR/Dagbladet Holstebro-Struer Arkiveret 5. december 2015 hos Wayback Machine | 1.278     | 27% | 58% | 14%       | 31%   |

### Holstebro Kommune
| Dato(er)          | Analyseinstitut                                                                               | Størrelse | Ja  | Nej | Uafklaret | Favør |
| ----------------- | --------------------------------------------------------------------------------------------- | --------- | --- | --- | --------- | ----- |
| 29.-30. nov. 2015 | Jysk Analyse for DR/Dagbladet Holstebro-Struer Arkiveret 5. december 2015 hos Wayback Machine | 1.367     | 36% | 40% | 24%       | 4%    |
| 3.-9. nov. 2015   | Jysk Analyse for DR/Dagbladet Holstebro-Struer Arkiveret 5. december 2015 hos Wayback Machine | 1.278     | 30% | 32% | 38%       | 2%    |

## Fodnoter
1. ↑  For stemte (18): Venstre (Mads Jakobsen, Steen Jakobsen, Lene Houe, Per Jakobsen, Marianne Bredal, Arne Thorgaard, Rolf Sørensen, Conni L. Kristensen, Claus H. Hansen, Hans Østergaard), Martin Hulgaard (C), Niels Viggo Lynghøj (A), Karin Houmann (A), Flemming T. Sørensen (A), Anna Marie Brix Poulsen (O), Ann Møller Nielsen (A), Lars Møller Pedersen (A), Flemming Odde (A)

Imod stemte (2): John Christoffersen (A), Kjeld Graversgård (C)

Undlod af stemme (1): Grethe Hestbech (F)
2. ↑  Flertallet bestod af Socialdemokraterne (12), Radikale Venstre (1) og SF - Socialistisk Folkeparti (1), imod stemte Venstre (10) og Dansk Folkeparti (2).